# El Hamma (délégation)
Pour les articles homonymes, voir Hamma.
El Hamma est une délégation tunisienne dépendant du gouvernorat de Gabès.
En 2004, elle compte 62 390 habitants dont 29 884 hommes et 32 506 femmes répartis dans 11 615 ménages et 13 111 logements.